# Jacobimatris
Jacobimatris (också kallad jacobian eller funktionalmatris), efter Carl Gustav Jacob Jacobi, är en matris bestående av olika partialderivator som tillhör ett system av funktioner. Tillsammans med sin determinant (jacobideterminanten) används den inom vektoranalysen. Både matrisen och dess determinant kan ibland något informellt benämnas jacobian.

## Jacobimatris
Jacobimatrisen är en matris innehållande alla första ordningens partiella derivator för en vektorvärd funktion, och är av betydelse då den representerar den bästa linjära approximationen av en differentierbar funktion i en omgivning till en given punkt. Jacobimatrisen kan därmed ses som en motsvarighet till derivata för vektorvärda funktioner.
Låt {\displaystyle \mathbf {f} :\mathbb {R} ^{n}\mapsto \mathbb {R} ^{m}} vara en funktion från ett euklidiskt rum av dimension n till ett euklidiskt rum av dimension m. En sådan funktion ges av m reella funktioner, 
{\displaystyle y_{1}(x_{1},\dots ,x_{n}),\dots ,y_{m}(x_{1},\dots ,x_{n})}
Om de existerar kan de partiella derivatorna av dessa funktioner ordnas i en jacobimatris enligt
{\displaystyle J_{\mathbf {f} }(x_{1},\ldots ,x_{n})={\begin{bmatrix}{\cfrac {\partial y_{1}}{\partial x_{1}}}&\cdots &{\cfrac {\partial y_{1}}{\partial x_{n}}}\\\vdots &\ddots &\vdots \\{\cfrac {\partial y_{m}}{\partial x_{1}}}&\cdots &{\cfrac {\partial y_{m}}{\partial x_{n}}}\end{bmatrix}}}
Ett alternativt skrivsätt är 
{\displaystyle {\frac {\partial (y_{1},\ldots ,y_{m})}{\partial (x_{1},\ldots ,x_{n})}}=J_{\mathbf {f} }(x_{1},\ldots ,x_{n})}
Matrisens i:e rad ges alltså av gradienten till {\displaystyle y_{i}}.
Om p är en punkt i {\displaystyle \mathbb {R} ^{n}} och {\displaystyle \mathbf {f} } är differentierbar i p, så ges dess derivata av {\displaystyle J_{\mathbf {f} }(\mathbf {p} )}. Här kommer den linjära transformation som beskrivs av {\displaystyle J_{\mathbf {f} }(\mathbf {p} )} att vara den bästa möjliga approximationen av {\displaystyle \mathbf {f} } i en omgivning till p, i den meningen att
{\displaystyle \mathbf {f} (\mathbf {x} )\approx \mathbf {f} (\mathbf {p} )+J_{\mathbf {f} }(\mathbf {p} )\cdot (\mathbf {x} -\mathbf {p} )}
för x nära p.

### Invers
Om jacobimatrisen är kvadratisk och inverterbar, kan dess invers antingen fås genom gausselimination, eller genom att inse att jacobimatrisen transformerar vektorn bestående av differentialerna av {\displaystyle x_{1},x_{2},...,x_{n}} till vektorn bestående av differentialerna av {\displaystyle y_{1},y_{2},...,y_{n}}, nämligen
{\displaystyle (\operatorname {d} y_{1}\ \operatorname {d} y_{2}\ ...\ \operatorname {d} y_{n})^{T}=J_{\mathbb {F} }(x_{1},\ldots ,x_{n})(\operatorname {d} x_{1}\ \operatorname {d} x_{2}\ ...\ \operatorname {d} x_{n})^{T}}
Genom att multiplicera båda sidor med inversen av jacobimatrisen fås
{\displaystyle (\operatorname {d} x_{1}\ \operatorname {d} x_{2}\ ...\ \operatorname {d} x_{n})^{T}=(J_{\mathbb {F} }(x_{1},\ldots ,x_{n}))^{-1}(\operatorname {d} y_{1}\ \operatorname {d} y_{2}\ ...\ \operatorname {d} y_{n})^{T}}
Om 
{\displaystyle \mathbb {F} ^{-1}:\mathbb {R} ^{n}\mapsto \mathbb {R} ^{n}}
istället är en funktion från ett euklidiskt rum av dimension n till ett annat euklidiskt rum av dimension n, given av de n reella funktionerna 
{\displaystyle x_{1}(y_{1},\dots ,y_{n}),\dots ,x_{n}(y_{1},\dots ,y_{n})}
så kommer 
{\displaystyle J_{\mathbb {F} ^{-1}}(x_{1},\ldots ,x_{n})}
att vara den matris som transformerar vektorn bestående av differentialerna av 
{\displaystyle y_{1},y_{2},...,y_{n}}
till vektorn bestående av differentialerna av 
{\displaystyle x_{1},x_{2},...,x_{n}},
nämligen
{\displaystyle (\operatorname {d} x_{1}\ \operatorname {d} x_{2}\ ...\ \operatorname {d} x_{n})^{T}=J_{\mathbb {F} ^{-1}}(y_{1},\ldots ,y_{n})(\operatorname {d} y_{1}\ \operatorname {d} y_{2}\ ...\ \operatorname {d} y_{n})^{T}}
Genom identifiering mellan de sista ekvationerna fås att
{\displaystyle (J_{\mathbb {F} }(x_{1},\ldots ,x_{n}))^{-1}=J_{\mathbb {F} ^{-1}}(y_{1},\ldots ,y_{n}).}

### Exempel
Ett variabelbyte från sfäriska koordinater till kartesiska koordinater beskrivs av funktionen
{\displaystyle \mathbb {F} :\mathbb {R} ^{+}\times [0,2\pi )\times [0,\pi ]\mapsto \mathbb {R} ^{3}}.
eller, i mer explicit form, som
{\displaystyle \mathbb {F} (r,\theta ,\varphi )=(x(r,\theta ,\varphi ),y(r,\theta ,\varphi ),z(r,\theta ,\varphi ))=(r\cos \theta \sin \varphi ,r\sin \theta \sin \varphi ,r\cos \varphi )}
Jacobimatrisen för detta variabelbyte är
{\displaystyle J_{\mathbb {F} }(r,\theta ,\varphi )={\begin{bmatrix}\cos \theta \sin \varphi &-r\sin \theta \sin \varphi &r\cos \theta \cos \varphi \\\sin \theta \sin \varphi &r\cos \theta \sin \varphi &r\sin \theta \cos \varphi \\\cos \varphi &0&-r\sin \varphi \end{bmatrix}}}
Jacobimatrisen för funktionen {\displaystyle \mathbf {f} :\mathbb {R} ^{3}\mapsto \mathbb {R} ^{4}} med komponenterna
{\displaystyle y_{1}=x_{1}\,}
{\displaystyle y_{2}=5x_{3}\,}
{\displaystyle y_{3}=4x_{2}^{2}-2x_{3}\,}
{\displaystyle y_{4}=x_{3}\sin(x_{1})\,}
är
{\displaystyle J_{\mathbf {f} }(x_{1},x_{2},x_{3})={\begin{bmatrix}1&0&0\\0&0&5\\0&8x_{2}&-2\\x_{3}\cos(x_{1})&0&\sin(x_{1})\end{bmatrix}},}
vilket visar att jacobimatrisen inte behöver vara kvadratisk.

## Jacobideterminanten
Om {\displaystyle m=n}, det vill säga om {\displaystyle \mathbb {F} } är en funktion från ett n-dimensionellt rum till ett annat n-dimensionellt rum, så är jacobimatrisen kvadratisk och därmed är dess determinant väldefinierad. Denna kallas jacobideterminanten och dess värde i en punkt ger viktig information om funktionen i denna omgivning. Om {\displaystyle \mathbb {F} } är kontinuerligt differentierbar är den även inverterbar i närheten av p om jacobideterminanten är nollskild i p. Om determinanten är positiv i p bevararas {\displaystyle \mathbb {F} }:s orientering och om den är negativ skiftas {\displaystyle \mathbb {F} }:s orientering. Absolutvärdet av jacobideterminanten i p är den faktor med vilken {\displaystyle \mathbb {F} } skalar om arean/volymen/hypervolymen i närheten av p, vilket används vid variabelsubstitution.

### Exempel
Jacobideterminanten för funktionen {\displaystyle \mathbb {F} :\mathbb {R} ^{3}\mapsto \mathbb {R} ^{3}} med komponenterna
{\displaystyle y_{1}=5x_{2}\,}
{\displaystyle y_{2}=4x_{1}^{2}-2\sin(x_{2}x_{3})\,}
{\displaystyle y_{3}=x_{2}x_{3}\,}
är
{\displaystyle {\begin{vmatrix}0&5&0\\8x_{1}&-2x_{3}\cos(x_{2}x_{3})&-2x_{2}\cos(x_{2}x_{3})\\0&x_{3}&x_{2}\end{vmatrix}}=-8x_{1}\cdot {\begin{vmatrix}5&0\\x_{3}&x_{2}\end{vmatrix}}=-40x_{1}x_{2}}
Av detta framgår att {\displaystyle \mathbb {F} } kastar om orienteringen i närheten av alla punkter där {\displaystyle x_{1}} och {\displaystyle x_{2}} har samma tecken och att funktionen är lokalt inverterbar överallt utom i {\displaystyle x_{1}=0} eller {\displaystyle x_{2}=0}. Ett litet objekt som befinner sig i närheten av (1, 1, 1) som mappas om av {\displaystyle \mathbb {F} } kommer att öka sin volym 40 gånger.

### Användningar
Jacobideterminanten används i samband med variabelbyten vid integrering av funktioner för att kompensera för basbytet. Den kommer då att förekomma som en multiplikativ term (skalfaktor) under integraltecknet. Det är vanligtvis nödvändigt att variabelbytet är injektivt, vilket innebär att jacobideterminanten är väldefinierad.

### Exempel
Användning av jacobideterminanten vid beräkning av integraler kan demonstreras med en beräkning av volymen av enhetssfären {\displaystyle x^{2}+y^{2}+z^{2}=1}.
Låt {\displaystyle D:=\{(x,y,z)\in \mathbf {R} ^{3}:x^{2}+y^{2}+z^{2}\leq 1\}}. Volym av D ges då av uttrycket
{\displaystyle \mathop {\rm {volym}} (D)=\iiint _{D}dx\,dy\,dz}.
Görs ett variabelbyte till sfäriska koordinater enligt
{\displaystyle \left\{{\begin{aligned}x&=r\cos \varphi \sin \theta \\y&=r\sin \varphi \sin \theta \\z&=r\cos \theta \end{aligned}}\right.}
transformeras volymelementet dx dy dz till
{\displaystyle dx\,dy\,dz=\left|{\frac {d(x,y,z)}{d(r,\theta ,\varphi )}}\right|\,dr\,d\theta \,d\varphi =r^{2}\sin \theta \ dr\,d\theta \,d\varphi }
och området D beskrivs i de nya koordinaterna av
{\displaystyle D'=\{(r,\theta ,\varphi ):0\leq r\leq 1,\ 0\leq \theta \leq \pi \ {\text{och}}\ 0\leq \varphi <2\pi \}}.
I strikt mening är detta koordinatbyte inte injektivt i hela D, men om linjen x = y = 0 exkluderas fås ett område med samma volym som D där koordinatbytet är injektivt och det går att tillämpa koordinatbytet i volymintegralen. Volymintegralen blir därför
{\displaystyle {\begin{aligned}\mathop {\rm {volym}} (D)&=\iiint _{D'}r^{2}\sin \theta \ dr\,d\theta \,d\varphi \\&=\int _{0}^{2\pi }d\varphi \int _{0}^{\pi }\sin \theta \,d\theta \int _{0}^{1}r^{2}\,dr=2\pi \cdot 2\cdot {\frac {1}{3}}={\frac {4\pi }{3}}\,\mathrm {.} \end{aligned}}}